# Liste des films soviétiques sortis en 1967
Cet article présente une liste de films produits en Union soviétique en 1967.

## 1967
Les titres en français sont en grande majorité des traductions et non les titres attribués par les distributeurs dans les pays francophones.
Pour le classement annuel, la liste des titres a été établie en se basant sur les répertoires des pages Wikipédia en russe documentées par Longs métrages soviétiques. Catalogue annoté complétées par les listes des sites «kino-teatr» et «kinopoisk» d'où le nombre important de films que l'on trouve dans les références.
Pour les titres où l'on manque de précisions, seule l'année est indiquée : année de réalisation, année de sortie ou les deux ?. Bien que cela puisse paraître superflu, 1967 est inscrit pour chacun de ces titres pour montrer que la vérification a été faite.
On remarque que, la plupart du temps, il n'y a pas de première pour les courts métrages ainsi que pour les dessins animés et les documentaires de courte durée.
| Titre | Titre original | date de sortie                                                               | Réalisateur |
| --- | --- | ---------------------------------------------------------------------------- | --- |
| Abessalom et Eteri (film, 1966) | ru:Абесалом и Этери (1966) | avril 1967 à Tbilissi                                                        | Leonard Dmitrievitch Essakia (ru) |
| A côté de toi (film, 1967) | ru:Рядом с вами (фильм, 1967) | 2 janvier 1967                                                               | Iouri Nikolaïevitch Doubrovine (ru) |
| Adieu (film, 1966) | ru:Прощай (фильм) | 22 mai 1967                                                                  | Grigori Pojenian |
| Aïbolit-66 | ru:Айболит-66 | 19 avril 1967                                                                | Rolan Bykov |
| Les Ailes de la chanson | ru:Крылья песни (фильм, 1966) | 10 novembre 1967                                                             | Azerbaïjan Madievitch Mambetov (ru) |
| Aladin ou la Lampe merveilleuse (film, 1966) | ru:Волшебная лампа Аладдина (фильм, 1966)                                                                                                  | 30 décembre 1967                                                             | Boris Rytsarev |
| À mi-chemin de la Lune un des sketchs de Voyage | ru:На полпути к Луне | 29 mai 1967                                                                  | Jemma Firsova |
| Anetta (court métrage, 1966) | ru:Анетта | 25 février 1967                                                              | Gueorgui Chmovanov |
| Anna Karénine (film, 1967) | ru:Анна Каренина (фильм, 1967) | 2 novembre 1967                                                              | Alexandre Zarkhi |
| Arènes (film, 1967) | ru:Арена (фильм, 1967) | 30 octobre 1967 à Moscou                                                     | Samson Samsonov |
| Aucun mot de passe requis (film) | ru:Пароль не нужен (фильм) | 26 septembre 1967                                                            | Boris Grigoriev |
| Avant-poste rebelle | ru:Мятежная застава | 6 novembre 1967 en URSS                                                      | Adolf Solomonovitch Bergounker (ru) |
| Avdotia Pavlovna | ru:Авдотья Павловна | 7 mars 1967                                                                  | Aleksandr Igorevitch Mouratov (ru) |
| Avec qui vas-tu sortir ? | ru:С кем поведёшься (фильм, 1967) | 1967                                                                         | Mikhaïl Alekseïevitch Botov (ru) |
| Les Aventures du baron Munchausen (dessin animé) | ru:Приключения барона Мюнхаузена (мультфильм)                                                                                              | 1967                                                                         | Anatoli Gueorguievitch Karanovitch (ru) |
| Les Aventures d'un dentiste | ru:Похождения зубного врача | 27 février 1967 en URSS                                                      | Elem Klimov |
| La Ballade du commissaire | ru:Баллада о комиссаре | 10 novembre 1967                                                             | Aleksandr Vladimirovitch Sourine (ru) |
| La Belle-fille tranquille | ru:Тихая невестка | 1er janvier 1967 à la télévision                                             | Setdar Karadjaïev |
| Bon Vent, « Oiseau bleu » | ru:Попутного ветра, «Синяя птица» | 7 décembre 1967 à Belgrade                                                   | Mikhaïl Ivanovitch Erchov (ru) |
| Brèves Rencontres (film, 1967) | ru:Короткие встречи (фильм, 1967) | 13 décembre 1967                                                             | Kira Mouratova |
| Le Carrosse vert | ru:Зелёная карета (фильм, 1967) | 25 septembre 1967                                                            | Ian Frid |
| Le Cavalier au-dessus de la ville | ru:Всадник над городом | 17 janvier 1967 à Moscou                                                     | Igor Vladimirovitch Chatrov (ru) |
| Le Cercle (film, 1966) | ru:Круг (фильм, 1966) | 1967 à Tachkent                                                              | Damir Ismaïlovitch Salimov (ru) |
| Cette terre solide | ru:Эта твёрдая земля | 1er janvier 1967                                                             | Vladimir Ivanovitch Lougovski |
| La Chanson dans la forêt | ru:Песенка в лесу | 1967                                                                         | Alla Alekseïevna Gratchiova (ru) |
| La Chanson de la souris | ru:Песенка мышонка | 1967 à la télévision                                                         | Iouri Aleksandrovitch Prytkov (ru) |
| La Chanson du faucon (dessin animé) | ru:Песня о Соколе (мультфильм) | 1967                                                                         | Boris Pavlovitch Stepantsev |
| Le Chasseur de Lalwar | ru:Охотник из Лалвара (фильм, 1966) | 17 juillet 1967 à Moscou                                                     | Artaches Tatevossovitch Aï-Artian (ru) et Nina Mironovna Altounian (ru)                                                                         |
| Le Chef de la Tchoukotka | ru:Начальник Чукотки | 17 avril 1967                                                                | Vitali Melnikov |
| Le Chemin du retour (téléfilm, 1967) | ru:Дорога домой (телефильм, 1967) | 1er janvier 1967                                                             | Ioulian Aleksandrovitch Panitch (ru) |
| Le Chemin vers « Saturne » | ru:Путь в «Сатурн» | 25 décembre 1967                                                             | Villen Abramovitch Azarov (ru) |
| Le Ciel de notre enfance | ru:Небо нашего детства (фильм, 1966) | septembre 1967 à Frounzé                                                     | Tolomouch Okeev |
| Les Cigognes blanches, blanches | ru:Белые, белые аисты | 30 janvier 1967 à Moscou                                                     | Ali Khamraev |
| Cloche de Saïat | ru:Колокол Саята | 25 octobre 1967 à Moscou                                                     | Iouldach Agzamov |
| Cloches du matin | ru:Утренние колокола | 28 novembre 1967 à Tbilissi                                                  | Karaman Gueorguievitch Mgueladze (ru) |
| La Clôture (dessin animé) | ru:Забор (мультфильм) | 1967                                                                         | Lev Atamanov |
| Le Cœur d'un ami (film, 1966) | ru:Сердце друга (фильм, 1966) | 18 septembre 1967 en URSS                                                    | Iouri Valentinovitch Grigoriev (ru) et Renita Andreïevna Grigorieva (ru)                                                                        |
| Colomb débarque sur le rivage | ru:Колумб причаливает к берегу | 1967                                                                         | David Tcherkasski |
| Commandant Tornade | ru:Майор Вихрь (фильм) | 8 novembre 1967 à la télévision                                              | Evgueni Tachkov |
| Comment grandir | ru:Как стать большим | 1967                                                                         | Vladimir Dmitrievitch Degtiariov (ru) |
| Comment les cosaques cuisinaient le koulech | ru:Как казаки кулеш варили | 1967                                                                         | Volodymyr Dakhno |
| Connaissance (film, 1966) | ru:Знакомство (фильм, 1966) | janvier 1967 à Moscou                                                        | Veniamine Vassilkovski |
| Le Conte du Coq d'or (dessin animé) | ru:Сказка о золотом петушке (мультфильм)                                                                                                   | 1967                                                                         | Alexandra Snejko-Blotskaïa |
| Le Conte du tsar Saltan (film, 1967) | ru:Сказка о царе Салтане (фильм) | 2 janvier 1967 à Moscou                                                      | Alexandre Ptouchko |
| Contes de fées pour petits et grands | ru:Сказки для больших и маленьких | 1967                                                                         | Leonid Alekseïevitch Amalrik (ru) |
| Le Coup de pistolet (film, 1966) | ru:Выстрел (фильм, 1966) | 29 avril 1967                                                                | Naoum Mikhaïlovitch Trakhtenberg (ru) |
| Le « cyclone » commencera la nuit | ru:«Циклон» начнётся ночью | 30 décembre 1967 à la télévision                                             | Ada Neretnietse |
| Dans la brume d'avant l'aube | ru:В предрассветной дымке | 22 septembre 1967                                                            | Imants Krenbergs (lv) |
| Dans la ville de S | ru:В городе С. | 25 mai 1967 à Moscou                                                         | Iossif Kheifitz |
| Dans le vieux Moscou | ru:В старой Москве | 1967                                                                         | Aleksandr Arkadievitch Belinski (ru) |
| Dans une ferme isolée | ru:На глухом хуторе | juillet 1967 à Vilnius                                                       | Ilia Iossifovitch Roudas (ru) |
| Le Début d'un siècle inconnu film avec trois sketchs : Ange, La Patrie de l'Électricité et Motria | ru:Начало неведомого века (Ангел, Родина электричества, Мотря)                                                                             | octobre 1987                                                                 | réalisés respectivement par Andreï Smirnov, Larissa Chepitko et Guenrikh Saoulovitch Gabaï (ru)                                                 |
| Le Dernier Escroc | ru:Последний жулик | 20 février 1967                                                              | Ian Grigorievitch Ebner (ru) et Vadim Semionovitch Mass (ru)                                                                                    |
| Désert (film, 1966) | ru:Пустыня (Фильм, 1966) | juillet 1967 en URSS                                                         | Edouard Iossifovitch Khatchatourov |
| Des temps de famine | ru:Из времён голода | 19 mars 1967                                                                 | Ernest Aleksandrovitch Martirossian |
| Deux Ans au-dessus de l'abîme | ru:Два года над пропастью | 24 avril 1967                                                                | Timofeï Vassilievitch Levtchouk (ru) |
| Deux Billets pour une séance de jour | ru:Два билета на дневной сеанс | 22 mai 1967                                                                  | Herbert Rappaport |
| Deux heures plus tôt | ru:На два часа раньше | 1er janvier 1967                                                             | Mikhaïl Iossifovitch Iouzovski (ru) et Vitali Mikhaïlovitch Koltchov (ru)                                                                       |
| Le Dévouement d'une mère | ru:Верность матери | 16 janvier 1967 à Moscou                                                     | Marc Donskoï |
| Dixième étape | ru:Десятый шаг | 14 juillet 1967 à Kiev                                                       | Viktor Illarionovitch Ivtchenko (ru) |
| Donne moi ta patte, mon ami ! | ru:Дай лапу, Друг! | 13 juillet 1967                                                              | Ilia Iakovlevitch Gourine (ru) |
| Doubravka (film) | ru:Дубравка (фильм) | 11 septembre 1967 en URSS                                                    | Radomir Borissovitch Vassilevski (ru) |
| Les 12 Tombes de Khodji Nasreddine | ru:12 могил Ходжи Насреддина | 23 janvier 1967 à Moscou                                                     | Klimenti Borissovitch Mints (ru) |
| L'Écuyère des vagues (film, 1967) | ru:Бегущая по волнам (фильм, 1967) | 7 juin 1967                                                                  | Pavel Lioubimov |
| Edgars et Kristine | ru:Эдгар и Кристина | 14 aout 1967 à Moscou                                                        | Leonid Ianovitch Leïmanis (ru) |
| Les endroits ici sont calmes | ru:Места тут тихие | 18 juillet 1967 en URSS                                                      | Gueorgui Borissovitch Chtchoukine (ru) |
| L'Enfer a explosé | ru:Взорванный ад | 10 juillet 1967                                                              | Ivan Vladimirovitch Loukinski (ru) |
| Escalier vers le paradis | ru:Лестница в небо (фильм, 1966) | 10 février 1967 à Vilnius                                                    | Raimondas Vabalas |
| Et ces lèvres et ces yeux verts... | ru:И эти губы, и глаза зелёные… (фильм) | 1967                                                                         | Nikita Mikhalkov |
| Ferry de l'après-midi | ru:Полуденный паром | 29 mai 1967 à Tallinn                                                        | Kalio Karlovitch Kiïsk (ru) |
| La Fille en noir (film, 1967) | ru:Девушка в чёрном (фильм, 1967) | 3 février 1967 à Tallinn                                                     | Velio Karlovitch Kiasper (ru) |
| La Fille et les choses | ru:Девочка и вещи | 15 janvier 1967                                                              | Nikita Mikhalkov |
| La Fille sur le ballon (film) | ru:Девочка на шаре (фильм) | 27 mars 1967                                                                 | Levan Aleksandrovitch Chenguelia (ru) et Gleb Nikolaïevitch Komarovski (ru)                                                                     |
| Forgeron et sorcier | ru:Кузнец-колдун | 1967                                                                         | Pertch Achotovitch Sarkissian (ru) |
| Fort d'esprit (film, 1967) | ru:Сильные духом (фильм, 1967) | 28 septembre 1967                                                            | Viktor Mikhaïlovitch Gueorguiev (ru) |
| Les Fourmis sournoises et les impurs | ru:Хитрый Антс и нечистый | 1967 en Estonie                                                              | Kheïno Iaïakovitch Pars (ru) |
| Frantichek (dessin animé) | ru:Франтишек (мультфильм) | 1967                                                                         | Vadim Kourtchevski |
| La Frontière (dessin animé) | ru:Межа (мультфильм) | 1967                                                                         | Viatcheslav Kotionotchkine |
| Le Gitan (film, 1967) | ru:Цыган | 13 juillet 1967 à Kiev                                                       | Evgueni Matveïev |
| Grains amers | ru:Горькие зёрна | 4 septembre 1967                                                             | Valeri Gueorguievitch Gajiou (ru) et Vadim Grigorievitch Lyssenko (ru)                                                                          |
| La Grande Sœur | ru:Старшая сестра (фильм) | 6 mars 1967                                                                  | Gueorgui Natanson |
| La Grande vallée verte | ru:Большая зелёная долина | 17 décembre 1967                                                             | Merab Artchilovitch Kokotchachvili (ru) |
| Haendel et les gangsters | ru:Гендель и гангстеры | 1967                                                                         | Viatcheslav Vladimirovitch Brovkine (ru) |
| Histoires de mer | ru:Морские рассказы | 18 septembre 1967                                                            | Alekseï Nikolaïevitch Sakharov (ru) et Aleksandr Mikhaïlovitch Svetlov (ru)                                                                     |
| L'Homme idéal (film, 1966) | ru:Нужный человек (Фильм, 1966) | 19 décembre 1967 à Moscou                                                    | Boris Markovitch Dolinov |
| L'homme que j'aime | ru:Человек, которого я люблю | 13 mars 1967 en URSS                                                         | Youli Karassik |
| L'Hôtesse de l'air (film, 1967) | ru:Стюардесса (фильм) | 28 octobre 1967                                                              | Vladimir Krasnopolski et Valeri Ivanovitch Ouskov (ru)                                                                                          |
| Il s'appelait Robert | ru:Его звали Роберт | 12 juillet 1967                                                              | Ilia Saoulovitch Olchvanguer (ru) |
| Ils n'étaient connus que de vue | ru:Их знали только в лицо | 6 février 1967 à Moscou                                                      | Anton Grigorievitch Timonichine (ru) |
| L'Incantation | ru:Мольба (фильм) | 24 décembre 1967 en diffusion limitée à Tbilissi                             | Tenguiz Abouladzé |
| Inconnu (film, 1966) | ru:Неизвестная... | 5 décembre 1967                                                              | Maria Pavlovna Mouat (ru) |
| L'Inoubliable (film, 1967) | ru:Незабываемое (фильм, 1967) | 30 aout 1967                                                                 | Ioulia Solntseva |
| L'Invité de pierre (film, 1967) | ru:Каменный гость (фильм-опера, 1967) | 17 mai 1967                                                                  | Vladimir Mikhaïlovitch Gorikker (ru) |
| Je me souviens de tout, Richard | ru:Я всё помню, Ричард | 24 avril 1967 à Moscou                                                       | Rolands Kalniņš |
| Jenia, Jenetchka et 'Katioucha’ | ru:Женя, Женечка и «катюша» | 21 aout 1967                                                                 | Vladimir Motyl |
| Jeu sans match nul | ru:Игра без ничьей | 2 janvier 1967 à Moscou                                                      | Iouri Sergueïevitch Kavtaradze (ru) |
| Jeux pour adultes film avec deux sketchs : Avec signature et Avant lecture | ru:Игры взрослых людей (Игра первая, Игра вторая)                                                                                          | 5 décembre 1967 à Vilnius                                                    | réalisés par Ilia Iossifovitch Roudas (ru) pour le Ier et Mariïonas Vintsovitch Guedis (ru) & Alguimantas Adolfo Koundialis (ru) pour le second |
| Je vous aimais... | ru:Я вас любил… (фильм) | 4 juin 1967                                                                  | Ilia Frez |
| Le Journaliste | ru:Журналист (фильм) | entre le 5 et le 20 juillet au Festival international du film de Moscou 1967 | Sergueï Guerassimov |
| Juste une fille | ru:Просто девочка | octobre 1967 en URSS                                                         | Boris Alekseïevitch Bouneïev (ru) |
| Les Justiciers insaisissables | ru:Неуловимые мстители | 29 avril 1967 en URSS                                                        | Edmond Keossaian |
| Katerina Izmailova | ru:Катерина Измайлова (фильм-опера, 1966)                                                                                                  | Entre le 27 avril et le 12 mai au Festival de Cannes 1967                    | Mikhaïl Grigorievitch Chapiro (ru) |
| Langage animal (film) | ru:Язык животных (фильм) | 1967                                                                         | Felix Sobolev |
| La Légende de Grieg | ru:Легенда о Григе | 1967                                                                         | Vadim Kourtchevski |
| La légende du cœur ardent | ru:Легенда о пламенном сердце | 1967                                                                         | Irina Borissovna Gourvitch (ru) |
| Ligne droite (film) | ru:Прямая линия (фильм) | 14 décembre 1967                                                             | Iouri Afanassievitch Chvyriov (ru) |
| Lole (film, 1966) ou Lolé | ru:Лоле | mars 1967                                                                    | Teïmour Zaïnalpour |
| La Louve (film, 1967) | ru:Волчица (фильм, 1967) | 1967                                                                         | I. Poliakov |
| La Machine à remonter le temps (dessin animé) | ru:Машинка времени | 1967                                                                         | Valentina Semionovna Broumberg (ru) et Zinaïda Semionovna Broumberg (ru)                                                                        |
| Maintenant jugez... | ru:А теперь суди... | 11 septembre 1967                                                            | Vladimir Zakharovitch Dovgan (ru) |
| Maman, je suis un soldat | ru:Я солдат, мама | 2 février 1967 en URSS                                                       | Zakharias Manos (ru) |
| Marianna (film) | ru:Марианна (фильм) | 13 novembre 1967                                                             | Vassili Iakovlevitch Paskarou |
| Matin d'hiver | ru:Зимнее утро | 9 janvier 1967 à Moscou                                                      | Nikolaï Ivanovitch Lebedev (ru) |
| Mauvaise herbe (film) | ru:Бурьян (фильм) | 9 juillet 1967 à Kiev                                                        | Anatoli Sergueïevitch Boukovski (ru) |
| Mélodies de Kyïv | ru:Киевские мелодии | 1967                                                                         | Igor Anatolievitch Samborski |
| Miel sauvage (film, 1966) | ru:Дикий мёд (фильм) | 10 juillet 1967                                                              | Vladimir Aleksandrovitch Tchebotariov (ru) |
| Le Miroir (dessin animé) | ru:Зеркальце (мультфильм) | 1967                                                                         | Piotr Nikolaïevitch Nossov (ru) |
| Le Moineau échevelé | ru:Растрёпанный воробей | 23 avril 1967                                                                | Alla Alekseïevna Gratchiova (ru) |
| Moitié-Moitié (1967) | ru:Пополам (1967) | 1967                                                                         | Istvan Deak et Aleksandr Nikolaïevitch Gladychev                                                                                                |
| Mon cœur est dans les montagnes | ru:В горах моё сердце (фильм, 1967) | 6 juin 1967                                                                  | Irina Kisseliova et Rustam Khamdamov |
| La Montagne des dinosaures | ru:Гора динозавров | 1967                                                                         | Rassa Artourovna Straoutmane (ru) |
| La Montre du capitaine Enrico | ru:Часы капитана Энрико | 16 novembre 1967 en Lettonie                                                 | Erik Karlovitch Latsis (ru) et Jānis Streičs |
| La Mort de Pouchkine (film) | ru:Гибель Пушкина (фильм) | 1967                                                                         | Fiodor Aleksandrovitch Tiapkine (ru) |
| Mort d'un usurier | ru:Смерть ростовщика | 20 mars 1967 à Moscou                                                        | Takhir Moukhtarovitch Sabirov (ru) |
| Le moteur de Romachkov | ru:Паровозик из Ромашкова | 1967                                                                         | Vladimir Dmitrievitch Degtiariov (ru) |
| La Moufle (film, 1967) | ru:Варежка (мультфильм) | 1967                                                                         | Roman Katchanov |
| Mourir dur (film, 1967) | ru:Крепкий орешек (фильм, 1967) | 10 octobre 1967                                                              | Teodor Iourievitch Voulfovitch (ru) |
| La Nébuleuse d'Andromède (film) | ru:Туманность Андромеды (фильм) | 4 décembre 1967 à Moscou                                                     | Evgueni Firsovitch Cherstobitov (ru) |
| Ne tirez pas le 26 | ru:В 26-го не стрелять | 2 juin 1967 à Moscou                                                         | Rabil Ismaïlovitch Batyrov (ru) |
| Nikolaï Bauman (film) | ru:Николай Бауман (фильм) | 3 novembre 1967                                                              | Semion Issaïevitch Toumanov (ru) |
| Les Noces à Malinovka | ru:Свадьба в Малиновке (фильм) | 25 septembre 1967                                                            | Andreï Toutychkine |
| Non et oui | ru:Нет и да | juillet 1967 à Moscou                                                        | Arkadi Nikolaïevitch Koltsaty (ru) |
| N'oubliez pas...gare de Lougovaïa | ru:Не забудь… станция Луговая | 3 avril 1967                                                                 | Nikita Fiodorovitch Kourikhine (ru) et Leonid Issaakovitch Menaker (ru)                                                                         |
| Nuits au clair de lune | ru:Лунные ночи (Фильм, 1966) | 24 juillet 1967                                                              | Iouri Vassilievitch Rechetnikov |
| Othello-67 | ru:Отелло-67 | 1967                                                                         | Fiodor Khitrouk |
| Pages de la bataille de Stalingrad | ru:Страницы Сталинградской битвы | 2 février 1967                                                               | Viktor Kadievitch Magataïev (ru) et Anastassia Ivanovna Ossokina                                                                                |
| Pain supplémentaire | ru: Лишний хлеб | 1967 en URSS                                                                 | Viktor Dmitrievitch Goviada |
| Passions d'espionnage (dessin animé) | ru:Шпионские страсти (мультфильм) | 1967                                                                         | Iefim Gambourg |
| Pas une bonne journée | ru:Не самый удачный день | 8 mai 1967                                                                   | Iouri Iegorov |
| La Pause (film, 1967) | ru:Пауза (фильм, 1967) | 1967                                                                         | Alekseï Chtcherbakov |
| Petit éléphant (dessin animé) | ru:Слонёнок (мультфильм) | 23 avril 1967                                                                | Iefim Gambourg |
| Le Piège (film, 1967) | ru:В западне (1967) | 1967                                                                         | Alekseï Filimonovitch Chvatcho (ru) |
| Le Platane sur le rocher | ru:Чинара на скале | 10 avril 1967 à Moscou                                                       | Soultan-Akhmet Khodjaïevitch Khodjikov (ru) |
| Pluie de juillet | ru:Июльский дождь | 7 aout 1967                                                                  | Marlen Khoutsiev |
| Pourquoi es-tu silencieux ? | ru:Почему ты молчишь? | 11 décembre 1967 en diffusion limitée                                        | Hasan Seyidbeyli |
| Pourquoi une hirondelle a-t-elle des cornes sur la queue ? | ru:Почему у ласточки хвост рожками | 1967                                                                         | Amen Abjanovitch Khaïdarov (ru) |
| Premiers Russes | ru:Первороссияне | novembre 1967                                                                | Evgueni Lvovitch Chiffers (ru) et Aleksandr Gavrilovitch Ivanov (ru)                                                                            |
| Le printemps chante | ru:Весна поёт | 1967                                                                         | Gueorgui Zourmoukhtachvili |
| Le printemps viendra bientôt | ru:Скоро придёт весна | 2 mars 1967                                                                  | Otar Davidovitch Abessadze (ru) |
| La Prisonnière du Caucase ou les Nouvelles Aventures de Chourik | ru:Кавказская пленница, или Новые приключения Шурика                                                                                       | 1er avril 1967 à Moscou                                                      | Leonid Gaïdaï |
| Puis en janvier... | ru:Тогда в январе... | 8 novembre 1967 à la télévision                                              | Vladimir Aleksandrovitch Khramov |
| Quatre chemises blanches | ru:Дышите глубже | 1er avril 1967                                                               | Rolands Kalniņš |
| Quatre pages d'une jeune vie | ru:Четыре страницы одной молодой жизни | 14 juillet 1967                                                              | Rezo Parmenovitch Essadze (ru) |
| Quatre sur un mètre | ru:Четверо с одного двора | 1967                                                                         | Inessa Alekseïevna Kovalevskaïa (ru) |
| Qui a inventé la roue ? | ru:Кто придумал колесо ? | 24 avril 1967                                                                | Vladimir Chredel |
| Qui mourra aujourd'hui | ru:Кто умрёт сегодня | 1967                                                                         | Viktor Stepanovitch Gres (ru) |
| Rapport minoritaire (film, 1967) | ru:Особое мнение (фильм, 1967) | 10 décembre 1967                                                             | Viktor Sergueïevitch Jiline (ru) |
| La Reine des neiges (film, 1966) | ru:Снежная королева (фильм, 1966) | 6 novembre 1967                                                              | Guennadi Kazanski |
| Résidents d'été | ru:Дачники | 25 septembre 1967 à Moscou                                                   | Boris Babotchkine et Elena Skatchko |
| Retouches au portrait de V. I. Lénine, série de 4 films avec Vote par appel nominal, Une heure et demie dans le bureau de V. I. Lénine – 1918, L'Air du Conseil des commissaires du peuple et La Commune Vkhoutemas | ru:Штрихи к портрету В. И. Ленина (Поимённое голосование, Полтора часа в кабинете В. И. Ленина. 1918, Воздух Совнаркома, Коммуна ВХУТЕМАС) | 1967 pour le 1er film                                                        | Leonid Aristarkhovitch Ptchiolkine (ru) |
| Le Retour de Costa | ru:Возвращение Коста | 1967                                                                         | Ioakim Gueorguievitch Charoïev (ru) |
| Le Rêve de l'oncle (film) | ru:Дядюшкин сон (фильм) | 4 février 1967 à Moscou                                                      | Konstantine Naoumovitch Voïnov (ru) |
| Rivage d'espoir | ru:Берег надежды | 29 mai 1967                                                                  | Mykola Vinhranovsky |
| Rouge, bleu, vert | ru:Красное, синее, зелёное | 1er mai 1967 à la télévision                                                 | Mikhaïl Grigorievitch Grigoriev (ru) |
| Rouges et blancs | ru:Звёзды и солдаты | 7 novembre 1967 à Budapest                                                   | Miklós Jancsó |
| La Route des fourgons en feu | ru:Дорога горящего фургона | 4 juillet 1967 à Achgabat                                                    | Mered Serdarovitch Atakhanov (ru) |
| Sacha-Sacha | ru:Саша-Сашенька | 24 juillet 1967                                                              | Vitali Pavlovitch Tchetverikov (ru) |
| Les Sept amis de Ioussike | ru:Семь друзей Юссике | 1967                                                                         | Kheïno Iaïakovitch Pars (ru) |
| Seul avec la nuit | ru:Наедине с ночью | avril 1967 à Kiev                                                            | Boris Dmitrievitch Silaïev (ru) |
| Simuler un lièvre | ru:Заяц-симулянт | 1967                                                                         | Leonid Alekseïevitch Amalrik (ru) |
| Six Ivanov - six capitaines | ru:Шесть Иванов — шесть капитанов | 1967                                                                         | Anatoli Gueorguievitch Karanovitch (ru) |
| Surcadencement (1967) | ru:Разгон (1967) | 1967                                                                         | Gueorgui Vladov |
| Sur la rive sauvage | ru:На диком бреге (фильм) | 27 février 1967 à Moscou                                                     | Anatoli Mikhaïlovitch Granik (ru) |
| Tchernouchka (film) | ru:Чернушка (фильм) | 15 mai 1967 à Moscou                                                         | Chabanov fils de Roufat Ismaïl et Makhmoudbekov, fils de Chamil Faramaz                                                                         |
| Tendresse (film, 1967) | ru:Нежность (фильм, 1967) | 31 juillet 1967 à Moscou                                                     | Elior Ichmoukhamedov |
| Le Théâtre et ses fans | ru: Театр и поклонники | 12 septembre 1967 à Kiev                                                     | Irina Aleksandrovna Molostova (ru) |
| Le Torrent de fer | ru:Железный поток (фильм) | 5 novembre 1967                                                              | Efim Dzigan |
| Trahison (film, 1967) | ru:Измена (фильм, 1967) | 7 aout 1967 à Moscou                                                         | Takhir Moukhtarovitch Sabirov (ru) |
| Triangle (film, 1967) | ru:Треугольник (фильм, 1967) | 7 novembre 1967 à Moscou                                                     | Guenrikh Sourenovitch Malian (ru) |
| Trouvez-moi (film, 1967) | ru:Найди меня (1967) | 1er mars 1967                                                                | Alguirdas Araminas (ru) |
| Un, deux-ensemble ! | ru:Раз, два — дружно! | 1967                                                                         | Vladimir Polkovnikov |
| Un héros de notre temps (film, 1967) | ru:Герой нашего времени (фильм) | 1er février 1967 à Moscou                                                    | Stanislav Rostotski |
| Un si grand garçon (film) | ru:Такой большой мальчик (фильм) | 22 juin 1967                                                                 | Maria Nikolaïevna Fiodorova (ru) |
| La Veille de la tempête | ru:Канун грозы (1967) | 1967                                                                         | Sergueï Arsenievitch Maïorov (ru) |
| La Vie et l'ascension de Iouras Brattchik | ru:Житие и вознесение Юрася Братчика | 1967                                                                         | Vladimir Sergueïevitch Bytchkov (ru) et Sergueï Konstantinovitch Skvortsov                                                                      |
| Vij (film, 1967) | ru:Вий (фильм, 1967) | 27 novembre 1967                                                             | Konstantine Erchov et Gueorgui Kropatchiov |
| Voyage film à sketchs avec Papa, plie le !, Petits déjeuner en 1943 et A mi-chemin vers la Lune | ru:Путешествие (киноальманах) ("Папа, сложи!", "Завтраки сорок третьего года", "На полпути к Луне")                                        | 29 mai 1967                                                                  | réalisés respectivement par Inessa Sergueïevna Selezniova (ru), Inessa Sourenovna Toumanian et Djemma Sergueïevna Firsova                       |
| Zossia (film) | ru:Зося (фильм) | 18 septembre 1967                                                            | Mikhaïl Boguine |